# Droit bahreïnien
Le droit bahreïnien est le droit de tradition musulmane appliqué au Bahreïn.

## Sources du droit

### Constitution
L'article 1(d) dispose que la Constitution est l'émanation de la souveraineté populaire, c'est-à-dire la norme suprême de l’État.

### Droit international
Les traités, conclus par le roi et ratifiés par l'Assemblée, ont force de loi.

### Législation
Le pouvoir législatif est confié au roi et à l'Assemblée nationale.

### Décrets-lois
En cas d'urgence, le roi peut adopter des décrets ayant force de loi dès lors qu'ils ne sont pas contraire à la Constitution.

### Décrets
Le roi peut adopter des décrets afin de faciliter la mise en œuvre d'une loi.

## Sources

## Compléments